# Andriej Karpowicz
Andriej Władimirowicz Karpowicz (ros. Андре́й Влади́мирович Карпо́вич, ur. 18 stycznia 1981 w Semeju) – piłkarz kazachski grający na pozycji defensywnego pomocnika. Posiada także obywatelstwo rosyjskie.

## Kariera klubowa
Karpowicz jest wychowankiem klubu AES-Jelimaj Semipałatyńsk wywodzącego się z jego rodzinnego miasta Semej. W jego barwach zadebiutował w 2000 roku w pierwszej lidze. W 2001 roku zmienił barwy klubowe i przeszedł do Jertisu Pawłodar. W 2002 roku wyjechał do Rosji i zaczął występować w Rostselmaszu Rostów. Grał tam przez dwa sezony, ale nie osiągnął większych sukcesów – klub dwukrotnie zajmował miejsca w środku tabeli. W 2004 roku powrócił do Kazachstanu i podpisał kontrakt z Kajratem Ałmaty i już w pierwszym sezonie wywalczył swoje pierwsze mistrzostwo Kazachstanu. W 2005 roku zajął z Kajratem 3. miejsce w lidze, a w 2006 dopiero 7. Na początku 2007 roku Karpowicz wrócił do Priemjer Ligi i został zawodnikiem Dynama Moskwa, w którym od początku sezonu wywalczył miejsce w podstawowej jedenastce.
W styczniu 2009 Karpowicz został piłkarzem Łokomotiwu Astana. Następnie grał w takich zespołach jak: FK Aktöbe, FK Astana, Ordabasy Szymkent i FK Atyrau. W 2015 roku przeszedł do Szachtiora Karaganda.
| Sezon | Klub                      | Kraj       | Rozgrywki               | Mecze | Bramki |
| ----- | ------------------------- | ---------- | ----------------------- | ----- | ------ |
| 2000  | AES-Jelimaj Semipałatyńsk | Kazachstan | Priemjer-Liga kazachska | 22    | 3      |
| 2001  | Jertis Pawłodar           | Kazachstan | Priemjer-Liga kazachska | 24    | 0      |
| 2002  | Rostselmasz Rostów        | Rosja      | Priemjer-Liga           | 26    | 1      |
| 2003  | FK Rostów                 | Rosja      | Priemjer-Liga           | 16    | 0      |
| 2004  | Kajrat Ałmaty             | Kazachstan | Priemjer-Liga kazachska | 32    | 1      |
| 2005  | Kajrat Ałmaty             | Kazachstan | Priemjer-Liga kazachska | 16    | 1      |
| 2006  | Kajrat Ałmaty             | Kazachstan | Priemjer-Liga kazachska | 20    | 1      |
| 2007  | Dinamo Moskwa             | Rosja      | Priemjer-Liga           | 11    | 0      |
| 2008  | Dinamo Moskwa             | Rosja      | Priemjer-Liga           | 12    | 0      |
| 2009  | Lokomotiw Astana          | Kazachstan | Priemjer-Liga kazachska | 23    | 2      |
| 2010  | FK Aktöbe                 | Kazachstan | Priemjer-Liga kazachska | 30    | 2      |
| 2011  | FK Aktöbe                 | Kazachstan | Priemjer-Liga kazachska | 9     | 0      |
| 2012  | Ordabasy Szymkent         | Kazachstan | Priemjer-Liga kazachska | 22    | 1      |
| 2013  | Ordabasy Szymkent         | Kazachstan | Priemjer-Liga kazachska | 28    | 3      |
| 2014  | FK Atyrau                 | Kazachstan | Priemjer-Liga kazachska | 25    | 2      |
| 2015  | Szachtior Karaganda       | Kazachstan | Priemjer-Liga kazachska |       |        |

## Kariera reprezentacyjna
W reprezentacji Kazachstanu Karpowicz zadebiutował w 2000 roku. 8 września 2004 roku zdobył pierwszego gola dla narodowej drużyny od czasu przejścia do UEFA. Miało to miejsce w przegranym 1:2 meczu z Ukrainą, rozegranym w ramach eliminacji do Mistrzostw Świata w Niemczech.